# Nattramn
Nattramn, cuyo nombre de nacimiento se especula es Mikael Nilsson (Markaryd, Suecia, 7 de septiembre de 1975), conocido también como Natti Natti Nattramn, es un músico sueco, conocido por haber participado como vocalista en la banda de DSBM Silencer; además de varios proyectos de música ambient y música industrial. Las canciones de Nattramn tratan sobre la muerte, el suicidio y la misantropía.
La identidad de Nattramn en la actualidad sigue siendo un misterio, a excepción de algunas fotografías tomadas exclusivamente en privado. Tampoco se sabe su nombre verdadero, ya que se rumoreaba que su nombre real era Mikael Nilsson, pero en realidad solo es un seudónimo para ocultar su verdadero nombre, a excepción de su fecha de nacimiento y del lugar de origen que son datos verídicos.

## Biografía
Poco se sabe de la biografía de Nattramn. Se dice que nació en la localidad Markaryd, en la provincia de Småland, al suroeste de Suecia. Por años se decía que su nombre completo era Mikael Nilsson, pero esto es falso; por lo que no se sabe cuál es su verdadero nombre luego de elegir continuar el resto de su vida en el anonimato. Decidió denominarse con el seudónimo de Natti Natti Nattramn o Nattramn; que proviene de un personaje folclórico sueco, llamado Nattramnar; que vuela los bosques de Småland en forma de ave y se lleva las almas de los niños sin bautizar o de personas que se suicidan.
Formó el proyecto ambient llamado Sinneskross en el año 1994, el cual cambió de nombre a Trencadis en 1995, lanzando un demo en 1996, llamado Ödelagt. En el año 2012, la página de HAL saco a la venta, con tan solo 300 copias, el álbum "Trencadis Ödelagt".
Nattramn fue vocalista de la banda Silencer, desde su formación en 1995 hasta su separación en 2001.
En el año 1998 grabó de forma independiente, junto a Andreas Casado "Leere" en bajo y guitarra y Jonas Mattsson como baterista de sesión, un demo titulado Death - Pierce Me.
En el año 2000, junto a Leere, inició el proceso de grabación del único LP de la banda, también titulado Death - Pierce Me, en el cual participó Steve Wolz como baterista de sesión. Fue publicado por Prophecy Productions en el año 2001. De este material se desprende el sencillo, «Sterile Nails and Thunderbowels».
Al poco tiempo, Nattramn fue internado en el pabellón psiquiátrico de la ciudad de Växjö, por problemas de esquizofrenia, provocando el fin del proyecto.
Se ofreció a componer y grabar música durante un año como terapia de rehabilitación. Como resultado de esto surge Diagnose: Lebensgefahr, el cual es una cooperación entre Nattramn y el pabellón psiquiátrico de la ciudad sureña de Växjö.
De este proyecto, en agosto de 2007, aparece el disco Transformalin, bajo el sello Autopsy Kitchen Records. El álbum mezcla música industrial, drone, ambient (especialmente dark ambient) y música experimental.

## Discografía
- 1996 - Ödelagt (Demo) (Trencadis)
- 1998 - Death - Pierce Me (Demo '98) (Silencer)
- 2001 - Death - Pierce Me (Silencer)
- 2007 - Transformalin (Diagnose: Lebensgefahr)
- 2012 - Ödelagt (Trencadis)